# Butch Graves
Earl Gilbert "Butch" Graves, Jr. (Scarsdale, Nueva York; 5 de enero de 1962) es un exjugador de baloncesto estadounidense que jugó una temporada en la NBA. Con 1,90 metros de estatura, jugaba en la posición de base.

## Trayectoria deportiva

### Universidad
Jugó cuatro temporadas con los Bulldogs de la Universidad de Yale, en las que promedió 20,3 puntos, 6,1 rebotes y 3,1 asistencias por partido, Es en la actualidad el líder histórico de anotación de su universidad, con 2.090 puntos, y uno de los únicos cuatro jugadores de la Ivy League en superar la barrera de los 2.000 puntos. En sus dos últimas temporadas fue incluido en el mejor quinteto de su conferencia, tras liderar en ambas ocasiones la misma en anotación.

### Profesional
Fue elegido en la sexagésimo octava posición del Draft de la NBA de 1984 por Philadelphia 76ers, pero fue despedido antes del comienzo de la competición. Tras intentarlo en Milwaukee Bucks, finalmente fichó por los Cleveland Cavaliers en el mes de enero por diez días, renovando por otros diez. En total jugó cuatro partidos en los que promedió 1,3 puntos.
Al término de la temporada decidió retirarse. Consiguió un MBA por la Universidad de Harvard y pasó a formar parte de la dirección de la revista Black Enterprise, fundada por su padre.

## Estadísticas de su carrera en la NBA

### Temporada regular
| Temporada | Edad | Equipo              | Liga | Pos. | P | TIT | MIN | TC  | TCA | %TC  | 3P  | 3PA | %3P  | TL  | TLA | %TL  | R.OF. | R.DEF. | REB | ASIS | ROB | TAP | PER | FP  | PTS |
| 1984-85   | 23   | Cleveland Cavaliers | NBA  | SG   | 4 | 0   | 2.8 | 0.5 | 1.5 | .333 | 0.0 | 0.3 | .000 | 0.3 | 1.3 | .200 | 0.0   | 0.5    | 0.5 | 0.3  | 0.3 | 0.0 | 0.3 | 1.0 | 1.3 |
| Total     |      |                     | NBA  |      | 4 | 0   | 2.8 | 0.5 | 1.5 | .333 | 0.0 | 0.3 | .000 | 0.3 | 1.3 | .200 | 0.0   | 0.5    | 0.5 | 0.3  | 0.3 | 0.0 | 0.3 | 1.0 | 1.3 |